# Paul Tudor Jones
Paul Tudor Jones II (n. 28 de septiembre de 1954) es un multimillonario estadounidense conservacionista y filántropo. En 1980, fundó su fondo de cobertura, Tudor Investment Corporation, una empresa de gestión de activos, con sede en Stamford, Connecticut. Ocho años después, fundó la Fundación Robin Hood, que se centra en la reducción de la pobreza.

## Educación y primeros años
Jones nació en Memphis, Tennessee. El padre de Paul Tudor Jones II, John Paul "Jack" Jones, ejerció la abogacía del sector del transporte desde una oficina establecida junto al  The Daily News , una publicación propiedad de su familia desde 1886 y donde su padre fue editor durante 34 años.
Jones se graduó de la Presbyterian Day School, una escuela primaria para varones, antes de asistir a la Memphis University School para la escuela secundaria. Jones luego fue a la Universidad de Virginia donde fue campeón de box de peso wélter. Mientras estaba en la Universidad de Virginia, Jones fue presidente de la fraternidad Sigma Alpha Epsilon. Para pagar la matrícula, Jones escribió para el periódico de su familia bajo el seudónimo  Paul Eagle.
En 1976, obtuvo una licenciatura en economía de la Universidad de Virginia. En la década de 1980, Jones fue aceptado en la Harvard Business School pero no asistió.

## Carrera

### 1976 New York Cotton Exchange
En 1976, después de graduarse de la Universidad de Virginia, Jones le pidió a su primo William Dunavant Jr. una introducción al comercio. Dunavant era el CEO de  Dunavant Enterprises , uno de los mayores comerciantes de algodón del mundo. Dunavant envió a Jones a hablar con el corredor de productos básicos Eli Tullis en Nueva Orleans. Tullis representó a algunos de los mayores comerciantes de algodón del mundo. Tullis contrató a Jones y lo guio en el comercio de futuros de algodón en la Bolsa de algodón de Nueva York. Eli Tullis despidió a Jones cuando se quedó dormido en su escritorio después de una noche de fiesta en Nueva Orleans. Muchos años después, Jones se desempeñó como tesorero en 1986 y luego como presidente de la Bolsa de Algodón de Nueva York desde agosto de 1992 hasta junio de 1995.

### 1976 - 1980 E. F. Hutton & Co.
A los 24 años, Jones se convirtió en corredor de materias primas para E. F. Hutton & Co. Mientras trabajaba en EF, Hutton Jones conoció, trabajó y se hizo amigo de Glenn Dubin.

### 1980-presente: Tudor Investment Corporation
La firma de Jones administra $ 7.8 mil millones (al 30 de junio de 2019). Sus capacidades de inversión son amplias y diversas, incluyendo global macro trading, capital fundamental invertir en EE. UU. y Europa, mercados emergentes, capital de riesgo, materias primas, estrategias impulsadas por eventos y sistemas de comercio técnico.
El Grupo Tudor, que consiste en Tudor Investment Corporation y sus afiliadas, participa en la negociación activa, la inversión y la investigación de activos en las clases de activos de renta fija, divisas, acciones y materias primas y derivados relacionados y otros instrumentos en los mercados globales para un clientela. Las estrategias de inversión del Grupo Tudor incluyen, entre otras, macro global discrecional, macro global cuantitativa (futuros gestionados), renta variable discrecional larga / corta, mercado de renta variable cuantitativo neutral y renta variable de crecimiento.
 'Tarifas'  - Aunque el estándar de la industria de los fondos de cobertura es el dos por ciento anual de los activos bajo administración y el veinte por ciento de las ganancias, Tudor Investment Corp. cobra el cuatro por ciento anual de activos bajo administración y el veinte por ciento tres por ciento de las ganancias.
 '1980 Fundación'  - En 1980, Jones fundó Tudor Investment Corporation, una gestión de activos empresa con sede en Stamford, Connecticut. Dunavant y Tullis estuvieron entre los primeros clientes de Tudor. En una de las primeras inversiones externas de Commodities Corporation con sede en Princeton, Nueva Jersey, Jones tuvo uno de sus primeros clientes que en ese momento era una  cantidad joven relativamente desconocida ' 'recibió $ 30 000 para administrar.
Tudor (es decir, Jones) utilizó su experiencia en el comercio de algodón para diversificarse hacia otras materias primas e instrumentos financieros, como contratos de índices bursátiles y futuros de divisas.
 'Lunes Negro de 1987'  - Uno de los primeros y mayores éxitos de Jones fue predecir el Lunes Negro en 1987, triplicando su dinero durante el evento debido a grandes posiciones cortas.
En 1987, apostando a una caída en el mercado de valores de Estados Unidos, Jones 'Tudor' obtuvo un rendimiento del 125,9 por ciento después de las comisiones, ganando un estimado de $ 100 millones.
Peter Borish, segundo al mando de Jones en Tudor Investment Corporation, anticipó el colapso en 1987 al mapear el mercado de 1987 contra el mercado anterior al colapso de 1929.
 '1990s'  - Tudor logró una mayor liquidez y, por lo tanto, flexibilidad a través de la presidencia de Jones de la subsidiaria Finex de NYCE. Jones, con su colega Hunt Taylor, fue fundamental en la creación de FINEX, la división de futuros financieros de New York Board of Trade, y en el desarrollo de su contrato de futuros sobre índices en dólares estadounidenses.
 '1990'  - En 1990, mientras la burbuja de las acciones japonesas estallaba, Jones obtuvo un rendimiento del 87,4 por ciento mediante la colocación en corto del mercado.
 '1991'  - Jones cerró el Tudor Select Fund, un fondo de futuros, y devolvió el capital de los inversores.
 'Acuerdo de la SEC de 1994'  - En 1994, Tudor pagó una multa de $ 800 000 (la segunda más alta en ese momento) al SEC para resolver las acusaciones de violar (sin admitir o negar la infracción) la regla de aumento, parte de la Ley de Bolsa de Valores de 1934 que prohíbe la venta de acciones prestadas mientras las acciones están disminuyendo.
 '2000s'  - En 2014, el  New York Times  señaló que los retornos para los clientes de Tudor se habían "atenuado" durante la década después del "movimiento deliberado de Jones para negociar más De manera conservadora, menos grandes movimientos de tipos de interés y divisas, ya que los bancos centrales mantuvieron las tasas a corto plazo cerca de cero y más competencia a medida que el universo de los fondos de cobertura se ha multiplicado.

## Inversiones

### 2012 - Castleton Commodities International
En octubre de 2012, se anunció que Glenn Dubin, Paul Tudor Jones y Timothy Barakett formaban parte de un grupo de inversores que compraban la operación comercial de energía Louis Dreyfus Highbridge Energy ("LDH Energy") de Louis Dreyfus Company y Highbridge Capital Management, un fondo de cobertura con sede en Nueva York. La nueva empresa se llamó Castleton Commodities International, LLC.

### Filosofía de inversión
Como se informó en 'Market Wizards' 'y en la prensa, el estilo y las creencias de negociación de futuros de Jones son los siguientes:
- Contraria attempt para comprar y vender puntos de inflexión. Sigue probando la idea comercial única hasta que cambia de opinión, fundamentalmente. De lo contrario, sigue reduciendo el tamaño de su posición. Luego, negocia la cantidad más pequeña cuando su negociación está en su peor momento.
- Se considera a sí mismo como un oportunista de mercado de primer nivel. Cuando desarrolla una idea, la persigue desde un punto de vista de muy bajo riesgo hasta que se ha demostrado que estaba equivocado repetidamente o hasta que cambia de punto de vista.
- Swing trader, el mejor dinero se obtiene en los turnos del mercado. Ha perdido mucha carne en el medio, pero atrapa muchas partes superiores e inferiores.
- Se pasa el día feliz y relajado. Sale de una posición perdedora que lo incomoda. Nada es mejor que empezar de nuevo. La clave es jugar una gran defensa, no una gran ofensiva.
- Nunca perdedores promedio. Disminuye su tamaño comercial cuando lo está haciendo mal, aumenta cuando lo está haciendo bien.
- Tiene paradas mentales. Si alcanza ese número, no importa qué. No solo usa paradas de precio, sino paradas de tiempo.
- Monitorea todo el patrimonio de la cartera (riesgo) en tiempo real.
- Él cree que los precios se mueven primero y los fundamentales vienen en segundo lugar.
- No le importan los errores cometidos hace tres segundos, sino lo que va a hacer a partir del momento siguiente.
- No seas un héroe. No tengas ego. Pregúntese siempre a sí mismo y a su capacidad. Nunca sientas que eres muy bueno. En el segundo que lo hagas, estás muerto.

El estilo de negociación de Jones macro global se basa principalmente en análisis técnico, en contraposición a inversión de valor, con un énfasis en los factores momentum que impulsan los mercados. En una entrevista de 2000, sugirió sin embargo que lamentaba no estar más involucrado con la inversión de riesgo en empresas de tecnología durante la década de 1990. Jones también declaró en 2020 que posee bitcoin como cobertura contra la inflación.

## Riqueza
En noviembre de 2019,  Revista Forbes  estimó su patrimonio neto en 5300 millones de dólares, lo que lo convierte en la 343.ª persona más rica en la lista Forbes 400 y el séptimo administrador de fondos de cobertura con mayores ingresos.
 'Giving Pledge'  - En 2019, Tudor Jones y su esposa se unieron al Giving Pledge. Cuando Tudor Jones y su esposa se unieron a Giving Pledge, dijeron "ambos fuimos criados en la Iglesia" y citaron varias referencias bíblicas.
 'Residencias'  - Jones vive en Greenwich, CT.

## Conservación
'Destruyendo humedales'  - En 1990, Jones se declaró culpable de ilegalmente
destruir 86 acres de humedales  en su finca de caza de Maryland Eastern Shore con 1400 yardas cúbicas de grava, sin un permiso. A Jones se le ordenó pagar una multa de $ 1 millón y $ 1 millón en restitución a la National Fish and Wildlife Foundation y al declararse culpable evitó una posible pena de cárcel de un año por violar la Ley Federal de Agua Limpia.
 'Everglades Foundation'  - En 1993, Jones cofundó la Everglades Foundation, que aboga por la conservación de los Everglades, humedales tropicales en Florida. Preside la junta de la organización, que incluye a Jimmy Buffett, Jack Nicklaus, David Lawrence Jr., Jon L. Mills y William Wrigley Jr. II, entre otros.
 'Conservacionista estadounidense'  - En 2006, el New York Times describió a Jones como un  conservacionista estadounidense  al informar que en 2002, el gobierno de Tanzania le arrendó la reserva Grumeti en el Serengeti occidental de Tanzania. The New York Times explica el informe de conservación "Las reservas son en realidad tres bloques de caza contiguos con Sasakwa en el centro: Grumeti Game Reserve, Fort Ikoma Open Area y Ikorongo Game Reserve. Se supone que los bloques de caza generan ingresos para el gobierno central y los distritos locales a través de la venta de licencias de caza y tarifas de trofeos. Las Reservas Grumeti no tendrían sentido financiero, en lo que respecta al gobierno, si los ingresos de la caza de estos bloques simplemente desaparecieran. La solución de Jones ha sido pagar las tarifas de caza y casi eliminar la caza."

## Filantropía

### Tasas de graduación de estudiantes desfavorecidos
'1986 adopta una clase de sexto grado'  - En 1986, después de ver un episodio de CBS News '60 Minutes sobre Eugene Lang, Jones adoptó una clase de sexto grado en Bedford-Stuyvesant, Brooklyn en una escuela pública de bajo rendimiento al garantizar becas universitarias a los estudiantes que se graduaron de la escuela secundaria. Su idea era que esto sería un incentivo para que los estudiantes participaran en el mundo académico, con el objetivo de que el 90 % de esos estudiantes completan con éxito la escuela secundaria. Sin embargo, solo el 33 % de los estudiantes de la clase finalmente se graduó de la escuela secundaria. Jones creía que "subestimó enormemente los desafíos académicos y sociales que enfrentan [los estudiantes de la clase que adoptó]" y su programa estaba "completamente mal equipado para [ayudarlos] de manera eficiente". En su discurso de 2009, Jones explicó que este gran fracaso de su parte le enseñó lecciones que ha aplicado en sexperiencias con fracasos y reapariciones. Habló sobre no haber logrado que 86 estudiantes desatendidos ingresaran a la universidad a pesar de los gastos y el esfuerzo que más tarde lo ayudaron a iniciar una de las escuelas autónomas más exitosas de Nueva York.
 '2004 funda una escuela autónoma'  - En 2004, Jones fundó Excellence Charter School, la primera escuela autónoma para varones del país, ubicada en el vecindario Bedford-Stuyvesant de Brooklyn, Nueva York.
Fundó y presidió la Bedford Stuyvesant I Have A Dream Foundation, que coloca a estudiantes locales en universidades.

### Donaciones de la Universidad de Virginia

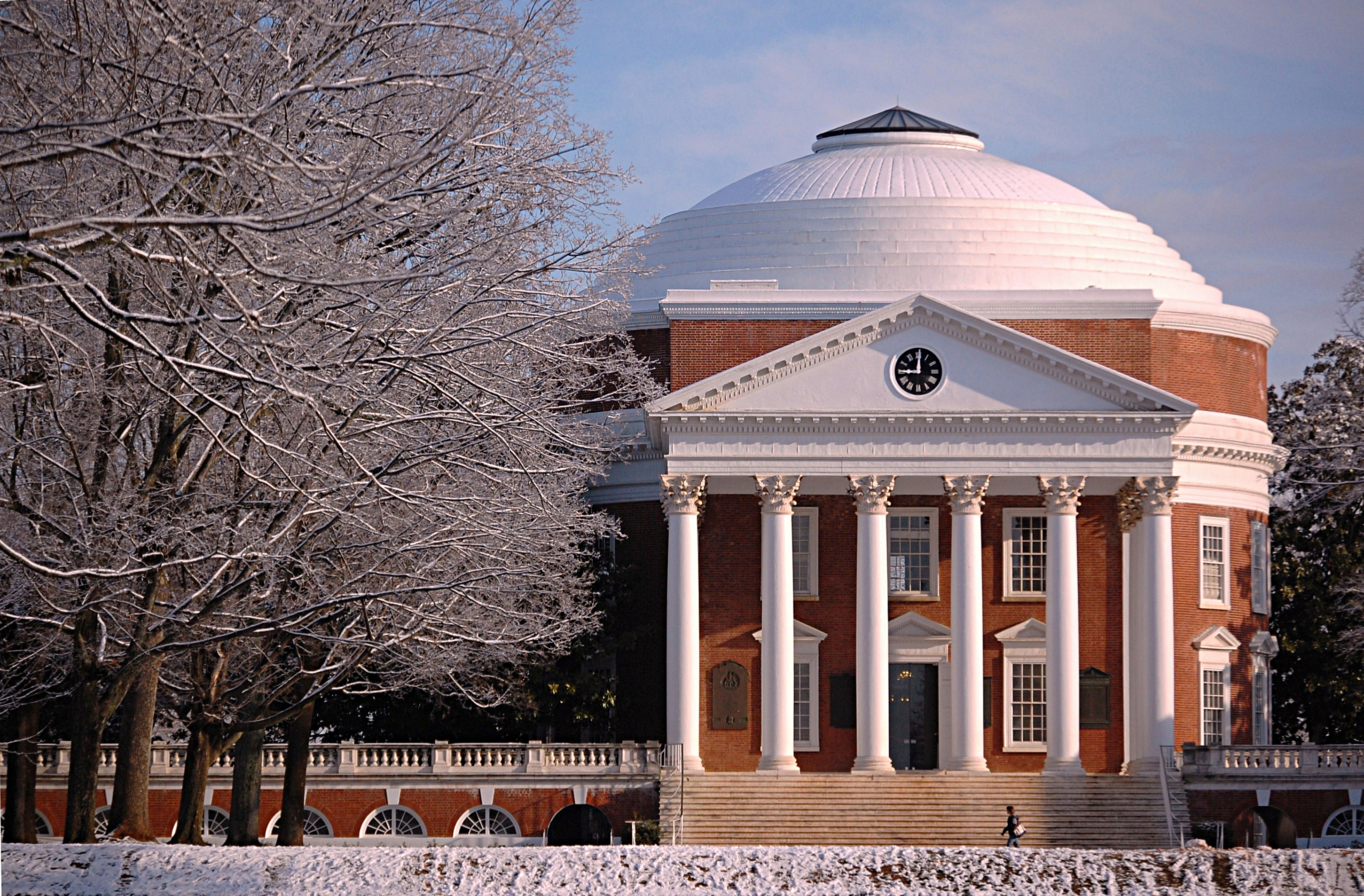
Tudor Jones donó 44 millones de dólares a su alma mater, la Universidad de Virginia, para un estadio de deportes y conciertos que la universidad nombró en honor a su padre.

Jones ha hecho grandes donaciones a su alma mater, la Universidad de Virginia, incluida una donación de 44 millones de dólares, que se destinó a la construcción de un nuevo estadio de baloncesto, llamado John Paul Jones Arena, en honor a su padre, un abogado que también asistió a la Universidad de Virginia. En abril de 2012, UVA anunció la creación de un nuevo Centro de Ciencias Contemplativas a través de una donación de $ 12 millones de Jones y su esposa, Sonia.

### Fundación Robin Hood
Jones es el fundador de Robin Hood Foundation, una organización benéfica que intenta aliviar los problemas causados por la pobreza en la ciudad de Nueva York. Respaldado principalmente por operadores de fondos de cobertura. Otros miembros fundadores son Peter Borish y Glenn Dubin.

### Solo capital
Creó Just Capital, una organización sin fines de lucro, para ayudar a los estadounidenses a conocer empresas que se consideran "justas". La organización utiliza datos para descubrir qué empresas están más involucradas con las prioridades que los estadounidenses consideran más importantes. La organización sin fines de lucro utiliza una encuesta anual de varias fases para averiguar cuáles son estas prioridades. Just Capital también opera un ETF (fondo cotizado en bolsa) con fines de lucro que comprende solo compañías que se cree que son "just".

## Controversia
'Derrocamiento en 2012 de la presidenta de la Universidad de Virginia, Teresa A. Sullivan'  - En junio de 2012, supuestamente fue una figura clave en el controvertido derrocamiento de la Universidad de Virginia presidenta Teresa A. Sullivan. Escribió un editorial apoyando su renuncia. El 26 de junio de 2012, la Junta de Visitantes de la Universidad de Virginia votó unánimemente para restablecer a Sullivan.
 '2013: Observaciones sobre las comerciantes'  - En 2013, el Washington Post publicó un video en su sitio que mostraba a Jones en una mesa redonda de inversión a puerta cerrada en abril de 2013 en la Universidad de Virginia respondiendo a una pregunta sobre la falta de diversidad en el panel. Jones respondió "diciendo que tener un bebé perjudica la capacidad de las mujeres para centrarse en el comercio macro, donde los inversores buscan sacar provecho de los mercados globales de acciones, bonos, divisas y materias primas". El fragmento de la respuesta de cinco minutos de Jones que recibió atención fue: "Como tan pronto como los labios de ese bebé toquen el pecho de esa niña, olvídalo ". The Washington Post informó que la respuesta de Jones significa que:" las comerciantes son igual de capaces como comerciantes masculinos, pero cree que pierden el enfoque una vez que se vuelven madres. Los comentarios de Jones generaron rápidamente críticas de otros comerciantes, miembros de los medios de comunicación y otras personas con respecto a las madres en su campo del macro comercio global. Jones se disculpó poco después que no cesó las críticas que recibió. Jones en una declaración escrita enviada al Washington Post Jones declaró que  "My off- Los comentarios de la mano en la Universidad de Virginia fueron con respecto a los macro comerciantes globales, que están disponibles las 24 horas del día, los 7 días de la semana y de los cuales probablemente solo haya unos pocos miles.
Más información sobre este texto de origenPara obtener más información sobre la traducción, se necesita el texto de origen
Enviar comentarios
Paneles laterales
Hay un límite de 5000 caracteres. Utiliza las flechas para seguir traduciendo.arena practicantes exitosos en el mundo de hoy. El comercio macro requiere un alto grado de habilidad, concentración y repetición. Los acontecimientos de la vida, como el nacimiento, el divorcio, la muerte de un ser querido y otros altibajos emocionales son obstáculos para el éxito en este campo específico de las finanzas."
 '2017: Amistad de Harvey Weinstein'  - Jones era amigo del ahora convicto delincuente sexual Harvey Weinstein y miembro de la junta de The Weinstein Company. En 2017, cuando Weinstein se vio sometido a una presión cada vez mayor, Jones le escribió un correo electrónico en el que le decía: "Te amo", le alentó que el escrutinio terminaría pronto y le aconsejó cómo podría revivir su reputación. Jones se distanció de Weinstein en una declaración escrita, "Harvey era un amigo en el que creí durante mucho tiempo y defendí durante demasiado tiempo".

## Reputación
'Documental de 1987 PBS Trader'  - En 1987, PBS produjo un documental titulado 'Trader' que se centró en las actividades de Jones. La película muestra a Jones de joven prediciendo el desplome de 1987, utilizando métodos similares a los del pronosticador del mercado Robert Prechter. Aunque el video se mostró en la televisión pública en noviembre de 1987, existen pocas copias. Cuando aparecen copias, Jones intenta comprarlas. Según Michael Glyn, el director del video, Jones solicitó en la década de 1990 que el documental fuera retirado de circulación. El video ha aparecido de vez en cuando en diferentes sitios para compartir videos y torrents, pero a menudo se ha eliminado poco después debido a reclamos de derechos de autor. Existen varias teorías sobre por qué Jones no apoya la película. A pesar de que la película muestra un enfoque positivo del riesgo y la atención al cliente, además de mostrar el trabajo de caridad de Jones, se ha sugerido que la película puede revelar secretos comerciales.
 'Como comerciante'  - En 1988, a la edad de 33 años, "The Wall Street Journal dedicó un artículo de primera plana a Jones, llamándolo" el hombre más visto y más comentado en Wall Street.”
De bajo perfil dentro de los círculos de los medios financieros desde finales de la década de 1980 hasta un informe en 1997, Jones mantuvo las entrevistas con los reporteros financieros al mínimo; aunque mantuvo un perfil bajo en los círculos financieros, fue visible apareciendo en Larry King Live, promocionando su campaña  Save Our Everglades  y la Fundación Robin Hood.
En 2019, Reuters describió a Jones como "uno de los gigantes" e informó que Jones se considera una leyenda entre los operadores macro.
En 2019, recibió el Golden Plate Award de la American Academy of Achievement, presentado por el miembro del Consejo de Premios Dr. Francis Collins, el director de los Institutos Nacionales de Salud, durante la Achievement Summit en la ciudad de Nueva York.

## Vida personal
A mediados de la década de 1980, Jones, según lo informado por la revista Institutional Investor, estaba "desarrollando una reputación de cortejar modelos y salir de fiesta hasta altas horas de la noche" y el Wall Street Journal publicó un artículo de primera plana en el que se refería a Jones como Quotron Man en un perfil que cubría su estilo de vida. Esto sucedió en 1987, ya que hubo una reacción generalizada contra los excesos en Wall Street. En 1988, Jones se casó con Sonia Klein, una empresaria de yoga con sede en Nueva York, nacida en Australia, en una boda en Memphis. A principios de la década de 1990, Jones se mudó a Greenwich, Connecticut. Tienen cuatro hijos: Caroline, Dorothy "Dottie", Chrissy y Jack. Jones ha animado a sus tres hijas a dedicarse al comercio macroeconómico.

## Política y asociaciones
Un político independiente, Jones ha donado dinero a numerosos candidatos Partido Demócrata (Estados Unidos) y Partido Republicano (Estados Unidos). En 2012, donó 200.000 dólares a Mitt Romney. Durante las elección presidencial de 2008, Jones organizó una recaudación de fondos de 500 personas en su casa de Greenwich para el entonces candidato Barack Obama. Jones también donó a las campañas presidenciales de John McCain y Rudy Giuliani.
Jones se desempeñó anteriormente como director de la Futures Industry Association y fue fundamental en la creación y el desarrollo de un brazo educativo para la asociación: el entonces Futures Industry Institute, un instituto de investigación que luego se renombró como Institute for Financial Markets Washington D. C. El Sr. Jones también fue un defensor del diseño e implementación del primer curso de capacitación en ética que se convirtió en el estándar para la membresía de intercambio en todos los intercambios de futuros en los Estados Unidos.